# Роджер Нилсон Мемориал Эворд
Роджер Нейлсон Мемориал Эворд (англ. Roger Neilson Memorial Award) — приз, ежегодно вручаемый в Хоккейной лиги Онтарио (OHL) лучшему игроку среди учащихся колледжей/университетов. Назван в честь члена Зала хоккейной славы Роджера Нилсона, бывшего учителя средней школы и тренера «Питерборо Питс».

## Победители
- 2023-24: Томас Сирман, Оттава Сиксти Севенс
- 2022-23: Райдер МакИнтайр, Ошава Дженералз
- 2021-22: Адам Варга, Оттава Сиксти Севенс
- 2020-21: Адам Варга, Оттава Сиксти Севенс
- 2019-20: Джейкоб Голден, Эри Оттерз
- 2018-19: Саша Хмелевски, Оттава Сиксти Севенс
- 2017-18: Стивен Гибсон, Миссиссога Стилхедс
- 2016-17: Стивен Гибсон, Миссиссога Стилхедс
- 2015-16: Дамиан Бурне, Миссиссога Стилхедс
- 2014-15: Джастин Николз, Гелф Шторм
- 2013-14: Патрик Уотлинг, Су-Сент-Мари Грейхаундз
- 2012-13: Дэниэл Альтшуллер, Ошава Дженералз
- 2011-12: Кайл Перейра, Гелф Шторм
- 2010-11: Дерек Лану, Уинсор Спитфайрз
- 2009-10: Дерек Лану, Уинсор Спитфайрз
- 2008-09: Тим Приамо, Гелф Шторм
- 2007-08: Скотт Аарссен, Лондон Найтс
- 2006-07: Деррик Бэгшоу, Эри Оттерз
- 2005-06: Дэнни Баттокио, Оттава Сиксти Севенс
- 2004-05: Дэнни Баттокио, Оттава Сиксти Севенс